# طرشانة
الطرشانة هي طبق عربي وأكلة عراقية، مكون من المشمش المجفف الذي يستعمل لعمل الحساء، ثم يضاف لها قطع لحم ويضاف لها الجوز واللوز والبهارات وتتميز بطعمها الحلو والحامض بنفس الوقت.

## المقادير
- كوب مشمش جاف.
- ½ كيلو لحم.
- ½ كوب لوز وكشمش.
- ½ كوب سكر
- 2 ملعقة طعام دهن.

## طريقة التحضير
يقطع اللحم ويحمس في الدهن جيدا، ثم يغسل المشمش الجاف ويقلب مع اللحم عدة دقائق ثم يضاف اليه الماء بحيث يغمره ويترك يغلى حتى ينضج اللحم وبعدها يضاف السكر إلى المشمش ثم يقلى اللوز حتى يحمر ثم يضاف الكشمش ويقلب معه قليلا ثم يضاف إلى القدر، ويترك على النار لمدة كافية حتى ينضج ويبقى مقدار كافي من المرق، ويقدم مع الرز.